# 田代大悟
田代 大悟（たしろ だいご、1984年3月13日 - ）は、日本の俳優。東京都出身。東映アカデミーを経て、フレッシュハーツに所属。
身長177cm。体重63kg。血液型はB型。
パフォーマンスグループ「傾輝者〜KABUKIMONO〜」のリーダー。

## 出演

### 映画
- ワイルド・スピードX3 TOKYO DRIFT（2006年）
- TANNKA 短歌（2006年）
- バブルへGO!! タイムマシンはドラム式（2007年）
- ヘレンケラーを知っていますか（2007年）
- ワルボロ（2007年）
- カメレオン（2008年）
- クローンは故郷をめざす（2009年）
- ロストクライム -閃光-（2010年）
- 君が踊る、夏（2010年） - 照夫 役
- 桜田門外ノ変（2010年） - 鈴木伝七 役
- 明日に架ける愛（2012年）

### テレビドラマ
- 仮面ライダー響鬼（2005年）
- 相棒 Season 4 第16話（2006年）
- 大好き!五つ子Go2!! 第1話（2006年）
- 土曜ワイド劇場
  - 「獣医・いかり七緒の殺人診断」（2007年）
  - 「牟田刑事官VS終着駅の牛尾刑事そして事件記者冴子」 第7作（2007年）
  - 「西村京太郎トラベルミステリー」 第52作（2009年）
  - 「おかしな刑事 居眠り刑事とエリート女警視の父娘捜査」 第8作（2011年）
  - 「おかしな刑事 居眠り刑事とエリート女警視の父娘捜査」 第9作（2012年）
- 妄想捜査〜桑潟幸一准教授のスタイリッシュな生活 第3・4話（2012年）
- マグマ 第5話（2012年）
- 月曜ゴールデン
  - 「船上パーサー・氷室夏子 豪華フェリー殺人事件」（2012年）

### テレビ番組
- 最終警告!たけしの本当は怖い家庭の医学
- 幸せって何だっけ 〜カズカズの宝話〜
- ドリーム・プレス社
- めちゃ×2イケてるッ!

### CM
- イワタニ関東株式会社・「富士の湧水」
- 西川産業
- バンダイナムコエンターテインメント
- ヨドバシカメラ

### VP
- エクシング
- カストロール
- 新幹線乗務員マニュアル
- 中央労働金庫
- 日本工学院専門学校 - 優輝 役
- ビジュアル社会心理学入門 - 中嶋 役

### 舞台
- 門戸竜治 ディナーショー
- 門戸竜治 特別ショー
- 劇団 龍
  - しのび恋 - せんどん 役
- 康楽館